# Nagoldtalsperre
Die Nagoldtalsperre (auch: Talsperre Erzgrube) ist eine Talsperre, erbaut von 1965 bis 1970, die dem Hochwasserschutz und der Aufhöhung des Niedrigwassers im Nagoldtal dient. Sie liegt in Baden-Württemberg im Kreis Freudenstadt und wurde 1971 in Betrieb genommen. Die nächstgelegene Ortschaft ist Seewald-Erzgrube.

## Freizeit
Die Lage inmitten eines 650 Hektar großen Landschaftsschutzgebietes im Schwarzwald machen den aufgestauten Nagold-Stausee zu einem beliebten Naherholungsgebiet. Vom 1. April bis zum 30. September ist das Segeln auf dem Stausee erlaubt. Die Talsperre hat etwa 800 Meter oberhalb der Stauwurzel eine Vorsperre.

## Galerie

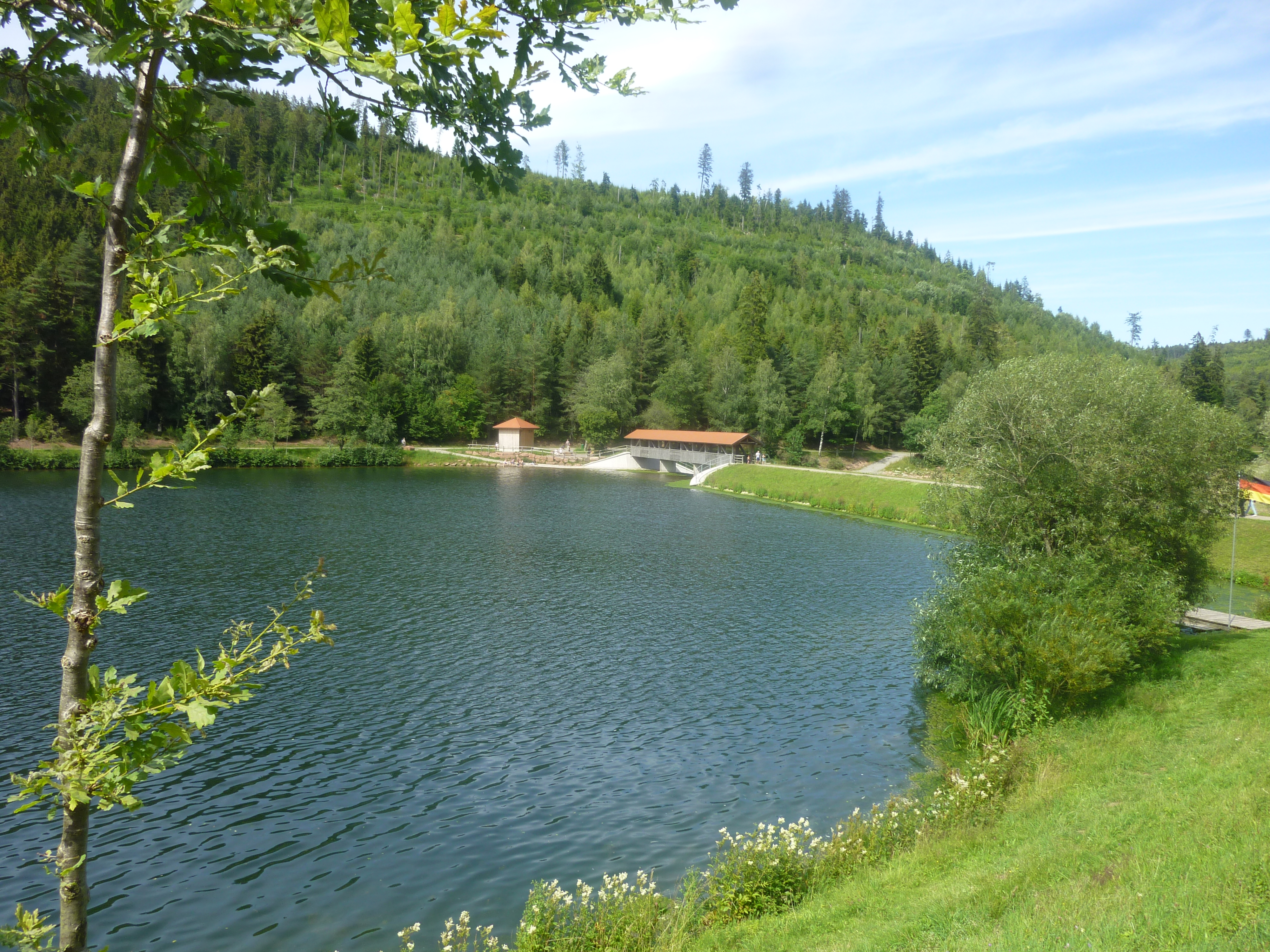
Vorsperre
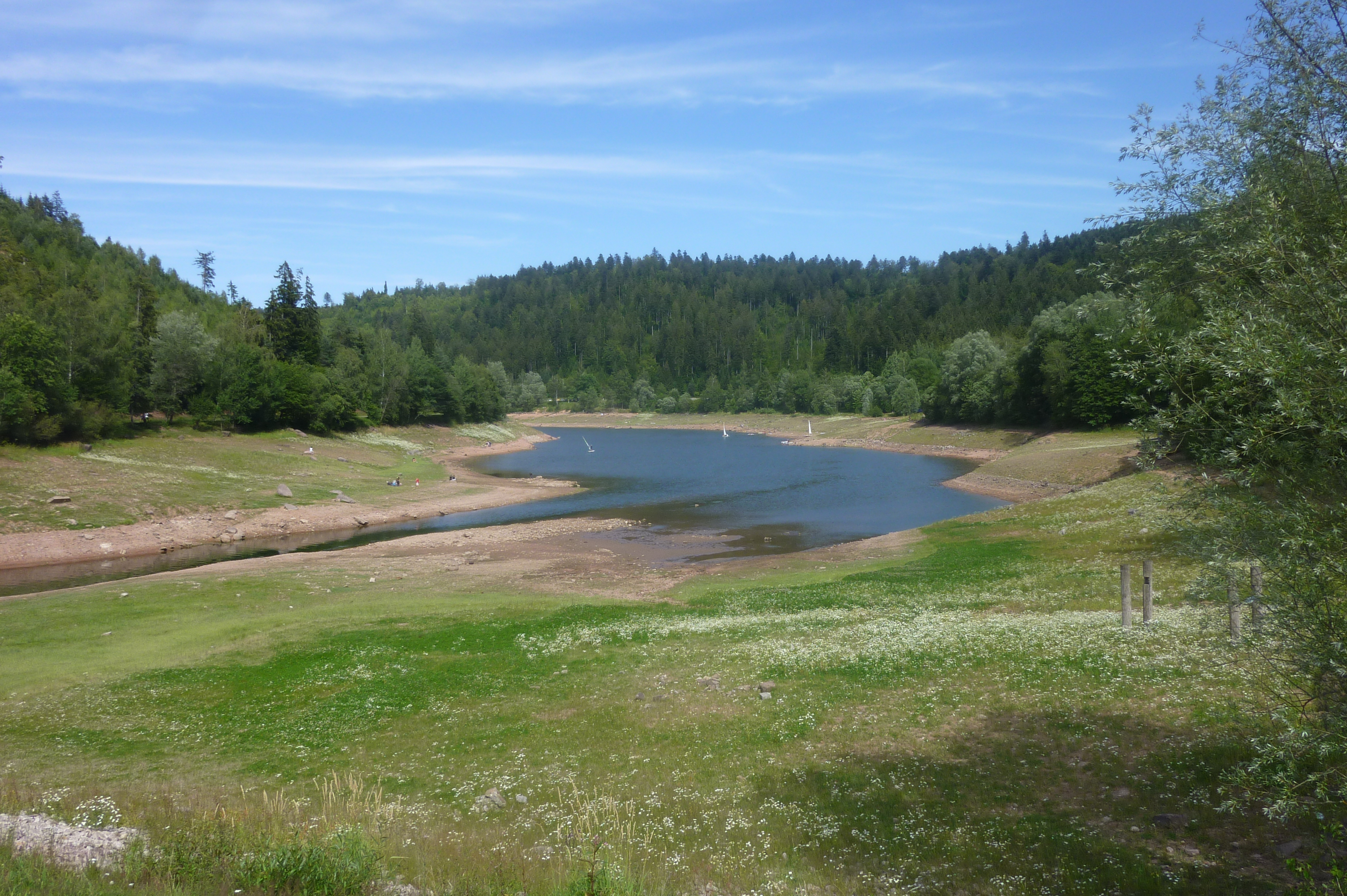
Unterer Teil des Sees bei Niedrigwasser